# Agence Film Réunion
 (novembre 2013).
Si vous disposez d'ouvrages ou d'articles de référence ou si vous connaissez des sites web de qualité traitant du thème abordé ici, merci de compléter l'article en donnant les références utiles à sa vérifiabilité et en les liant à la section « Notes et références ».
L'Agence Film Réunion (anciennement ADCAM, Association pour le Développement du Cinéma, de l'Audiovisuel et du Multimédia) est le bureau d'accueil des tournages de La Réunion. Cette association est membre du réseau national Film France et est soutenue par la Région, l'Europe, le CNC-DAC-OI.

## Missions
Assurer l'information des porteurs de projets (lettres thématiques, newsletters, réseaux sociaux : Facebook, twitter, etc.), instruire leurs dossiers de demande d'aide présentés au fonds de soutien régional, rédiger les avis techniques, nommer et réunir les experts pour les commissions et rédiger les avis artistiques. 
Assurer la fonction de bureau d'accueil des tournages de la Réunion en centralisant les informations et en mettant à jour une base de données essentielle comprenant des décors, les techniciens locaux, le matériel, les prestataires, les sociétés de production  et acteurs locaux.
Assurer un travail d'accompagnement et de veille auprès des auteurs, des professionnels et des entreprises du secteur. 
Développer des actions de coopération régionale  avec Mayotte et les pays de la Zone océan indien (Madagascar, Afrique du Sud, Maurice, Seychelles).

## Une sélection de décors exceptionnels
Le volcan du Piton de la Fournaise, les paysages ‘lunaires’ de la Plaine des Sables, les lagunes, récifs de corail, tortues marines, baleines,  plages de sable blanc et sable noir, les forêts vierges, pitons, cirques et remparts classés au patrimoine mondial de l'UNESCO, les fleuves, cascades, falaises, vallées, ravines, usines de sucre, cases créoles, demeures coloniales, temples, mosquées, villages créoles.

## Une base de professionnels qualifiés
Le site de l’Agence met à disposition une base de données de professionnels locaux qualifiés (producteurs, auteurs, réalisateurs, techniciens, prestataires locaux).
- 49 sociétés de production spécialisées dans tous les domaines : documentaire, fiction, film d'animation, captations ...
- plus de 147 techniciens qualifiés, spécialisés dans le domaine de l'audiovisuel: réalisateurs, monteurs, cadreurs sous-marins, régisseurs, ingénieurs du son, concepteurs 3D…

## Les aides
Depuis 11 ans, la Région Réunion a développé une politique ambitieuse et dynamique de soutien à la filière cinématographique, audiovisuelle et multimédia.
Elle concerne les différentes étapes des projets : écriture, coaching, développement, pilote, maquette, production de court et long-métrage, téléfilm, série d'animation, clip ou captation.
En 11 ans, L'Agence Film Réunion a accompagné plus de 430 projets (longs-métrages, courts-métrages, unitaires et séries d'animation, téléfilms, docu-fictions, multimédia et clips) pour un engagement supérieur à 10M€ financé dans le cadre du fonds de soutien Région Réunion-CNC.
À La Réunion, la Loi de Développement économique pour l’Outre-Mer (LODEOM) prévoit un allègement de l’impôt sur les sociétés et des exonérations de cotisations sociales patronales.

## Quelques œuvres accompagnées par L’Agence Film Réunion et soutenues par la Région Réunion
- Rosenn (2012)- Yvan Le Moine, Artisans Films
- La planète des cons (2012)- Gilles Galud et Charlie Dupont, La Parisienne d'images pour Canal +
- Kabar (2012) - Sandrine Poget, Ikone Média / Tarmak Films
- Koloks n'co de Karol Boudon, saison 1, Lithops Films
- Boui-Boui, saison 2 (2012) - Bruno Cadet, Evilways Production
- L'école des hauts (2011), Danielle Jay, Tec Tec Productions
- Chasseur de Pirates (2011), de Bernard Krutzen, Studio Acoustik
- Ilha Sorrow (2009), de Fred Eyriey, Pipangaï / fait Noir films
- Avant-Poste (2008)- Emmanuel Parraud, Château rouge
- Vendredi ou un autre jour (2004)- Yvan Le Moine, Artisans Films - Prix Boccallino pour l'acteur principal Philippe Nahon au Festival du Film de Locarno en 2005.
- Au-delà des cimes (2009)- Rémy Tezier, Tec Tec Productions / Canal + Overseas
- Un autre monde (2011) -  Gabriel Aghion, Mareterraniu
- Section de recherches (2010) - Gérard Marx, Auteurs Associés
- Signature (2010) - Hervé Hadmar, Cinétévé
- Adieu à tout cela (2010)- Emmanuel Parraud, Tarmak Films
- Lozonglong, l’oiseau de malheur (2010) - William Cally, Tiktak Production
- Transports scolaires (2010) - Nausicaa Hennebelle, Tiktak Production
- Pic-nic chemin volcan (2010) - Luc Bongrand, France Mexique Cinéma
- Attention travaux (2010) - Jacques Ledoux, Imago
- Nuits giratoires (2009) - Franck Grangette, Bla Bla Prod
- Le bateau ivre (2009) - Fred Bouvier, Digital Studio
- La boutique des temps modernes (2008) -  Alexandre Boutié, Les Films 1,2,3.
- Les esclaves oubliés de l'ile Tromelin (2010) - Emmanuel Roblin et Thierry Ragobert
- Hors champ(s) (2010) - Maxime Conjard
- Salem tradition (2010) - Christophe Divet
- Le monstre des pangalanes (2010) - Franck Grangette et Jean-Marie Barrère
- Sous le signe de la tortue (2010) - Rémy Tézier
- Jeannot & Célestin (2010) - Jean-Luc Patriat
- Cajou (2010) - Sydelia Guirao et Stéphane Lozeray
- Belle comme la Femme d'un autre (2013) de Catherine Castel
- Terre Marronne (2015) de Lauren Ransan[5]
- Sentier Paradis (2021) de Lauren Ransan, Wopé productions [6]
- Somin Gazé, saison 01 (2022) de Lauren Ransan et Abel Vaccaro, Wopé productions [7]

## Publications
2011 :
- "Structures de production et filière audiovisuelle à La Réunion"
- Un autre Monde - le tournage